# 조선문학예술총동맹
조선문학예술총동맹(朝鮮文學藝術總同盟)은 조선민주주의인민공화국의 예술인 조직체이다. 문예총으로 약칭된다.

## 기능
조선민주주의인민공화국의 대표적인 예술 단체로 전 분야의 문예 활동을 총괄하는 통일적 조직이다. 조직은 조선로동당 중앙위원회 선전선동부에 속한다.
주요 임무는 문학과 예술 분야에서 조선로동당의 노선을 관철하는 것이다. 이를 위해 예술인에 대한 사상 교양과 창작 사업에 대한 지도 등을 수행한다. 조선민주주의인민공화국의 작가와 예술인은 조선문학예술총동맹과 산하 동맹에 의무적으로 가입하도록 되어 있다.
조선로동당의 대표적인 외곽 단체이며 예술인 등용과 축출 권한까지 갖고 있기 때문에 문예 각 분야에서 이 단체의 영향력은 매우 크다. 예를 들어 문학 분야의 경우 정무원 문화예술부와 조선문학예술총동맹이 주관한다. 산하 단체별로 별도의 기관지를 발행하고 있다.

## 역사
1946년 3월 25일에 평양에서 결성된 북조선예술총연맹이 모태이다. 이전까지는 좌익 예술인들도 주로 미군정 지역인 서울에서 활동하며 단체를 결성했고, 소군정 지역에는 지역 단체 형식으로 평남프로연맹이 결성되었다. 평남프로연맹은 소군정 지역에 머무르던 이기영과 한설야가 주축을 이루었다.
분단이 고착화되면서 평남프로연맹이 순수 예술을 표방한 평양예술문화협회와 합병하는 동시에 대표성을 내세울 수 있는 전국 조직으로 확대하여 북조선예술총연맹이 출범했다. 이 조직은 같은 해 10월에 북조선문학예술총동맹으로 확대되면서 산하에 문학, 음악, 미술, 연극, 영화, 무용, 사진의 7개 부문 동맹을 두었다.
한국 전쟁 후에 서울에서 활동하던 좌익 예술인들이 월북하여 이들과 통합하는 형식을 거쳐 1951년 조선문학예술총동맹이라는 새 이름으로 개칭했다. 이때 남조선로동당 계열이 유입되었다가 1953년의 남로당 대숙청 때 영향을 받아 전국작가예술대회를 통해 크게 축소되었다. 산하에 조선작가동맹, 조선미술가동맹, 조선작곡가동맹만 남겨두고 다른 단체는 해체되었다.
현재의 조직은 남로당 숙청이 일단락된 뒤인 1961년 3월에 재결성된 것이다. 기존의 7개 부문 동맹인 조선작가동맹, 조선음악가동맹, 조선미술가동맹, 조선무용가동맹, 조선연극인동맹, 조선영화인동맹, 조선사진가동맹에 조선작곡가동맹이 1970년대에 추가되었다.

## 같이 보기
- 조선프롤레타리아예술가동맹
- 조선문학건설본부
- 조선문학가동맹

## 참고자료
- 목원대학교 국어교육과 (2002년 8월 20일). 〈북한 문학의 사회화 (김성민)〉. 《북한문학의 이해》. 서울: 국학자료원. ISBN 8982069763.